# NGC 335
NGC 335 è una galassia a spirale situata nella costellazione della Balena.
Fu scoperta il 9 ottobre 1885 da Francis Leavenworth.